# 芋生悠
芋生悠（1997年12月8日—）是一名日本女演員，出身於熊本縣山鹿市，目前活躍於電影、電視劇、舞台劇等領域。

## 簡介
據2018年公開的資料，身高164公分，體重45公斤。特殊技能包括書法、空手道、游泳、長跑、籃球。尤其是書法方面，她已經取得了教師資格。
他的愛好是藝術，高中主修藝術科，主修油畫。
芋生的姓氏是真名。在他的出生地熊本縣山鹿市，有同名的「芋生城」的城跡，據父親說，這或許是其姓氏的起源。

## 生平
當他的自畫像被選為學校文集的封面後，他開始喜歡上繪畫。國中時有一段時間他不願意去上學，即使上了學，他也會待在美術室。高中時，他選擇學習藝術，但只能畫自畫像。
然而，繪畫增強了她表現的慾望，她決定參加甄選大賽，運用自己作為書法的技能，為自己的第一本寫真集《開始的舞台》（2018）題名。這本書不只是偶像式的書，而是作為前年的處女作欲浅物語的紀實寫真集。原計劃兩三天拍攝，但應攝影師岩澤高雄的要求，特寫拍攝花了大約一個月的時間。受到好友武田里奈的啟發，再次參加空手道道場。
芋生悠的戲路廣泛，參加了各種電影、電視劇、舞臺劇、商業廣告和MV等拍攝，包括NHK大河劇集《韋馱天～東京奧運故事～》、《新手姐妹的雙人餐桌》以及《37秒》、《晚宴》、《那日清晨真令人感到空虛》和《牛首村》等電影，並且憑藉電影《鬍子和雨衣》獲得了SSFF＆ASIA 2019最佳女演員獎。

## 外部連結
- HARUKA IMOU official web site 芋生 悠 官方網站
- 芋生悠的Instagram帳戶